# Heropanti
Heropanti è un film del 2014 diretto da Sabir Khan.
Si tratta del remake del film Parugu (2010).